# Kalinagar
Kalinagar é uma cidade e uma nagar panchayat no distrito de Pilibhit, no estado indiano de Uttar Pradesh.

## Geografia
Kalinagar está localizada a 28° 37′ N, 80° 06′ L. Tem uma altitude média de 184 metros (603 pés).

## Demografia
Segundo o censo de 2001, Kalinagar tinha uma população de 9984 habitantes. Os indivíduos do sexo masculino constituem 53% da população e os do sexo feminino 47%. Kalinagar tem uma taxa de literacia de 34%, inferior à média nacional de 59.5%: a literacia no sexo masculino é de 45% e no sexo feminino é de 22%. Em Kalinagar, 20% da população está abaixo dos 6 anos de idade.